# Ignacio Noé
 (octobre 2018).
Ignacio Noé est un scénariste, dessinateur et coloriste argentin de bande dessinée né le 27 janvier 1965  à Buenos Aires.

## Biographie
Ignacio Noé débute dans le métier de dessinateur en 1986 dans la revue argentine Fierro puis à partir de 1988, il publie avec le scénariste Ricardo Bareirro des histoires courtes dans les magazines italiens Lancio Story et Comic Art[source insuffisante]. 
En 1992, il commence à dessiner et scénariser pour le magazine érotique espagnol Kiss. Certaines des histoires du magazine sont ensuite reprises en albums dans plusieurs pays[source insuffisante]. Il publie notamment en anglais Doctor! I'm Too Big! (La Diète) et The Convent of Hell (Le couvent infernal) en 1998[source insuffisante].
Au début des années 2000, il rencontre Jean-David Morvan et participe au premier tome de Les Chroniques de Sillage chez Delcourt. À partir de 2006 sur un scénario de Jean-David Morvan et Michel Dufranne, il dessine la trilogie Helldorado chez Casterman[source insuffisante]. Ensuite, en 2011, il publie avec Stéphane Pauwels et Michel Dufranne Football, dans l'ombre des étoiles chez Soleil[source insuffisante],,[source insuffisante]
,[source insuffisante].
Parallèlement aux bandes-dessinées, il publie des illustrations pour la presse et des dessins pour des livres pour enfants en Argentine[source insuffisante].

## Publications en français
- Selen, tome 22 - Illusions coquines, Vents d'Ouest, Issy-les-Moulineaux, septembre 2000
Scénario : Giuseppe Manunta - Dessin : Ignacio Noé -  (ISBN 978-2-86967-909-2)
- Les Chroniques de Sillage, tome 1, Delcourt, Paris, mai 2004
Scénario : Philippe Buchet et Jean-David Morvan - Dessin : Ignacio Noé et Al. -  (ISBN 978-2-84789-334-2)
- Exposition ( (es) Exposicion : La Capitana, 2005) , Dynamite[Paris,  (ISBN 978-2-91510-118-8), mars 2006
Scénario et dessin : Ignacio Noé
- Helldorado, tome 1 - Santa Maladria, Casterman, Bruxelles, avril 2006
Scénario : Jean-David Morvan et Michel Dufranne - Dessin : Ignacio Noé -  (ISBN 978-2-20339-307-3)
- L'Accordeur, tome 1 ( (es) El Afinador : Encuentre Con El Pasadol, 2001) , Dynamite, Paris, septembre 2007
Scénario et dessin : Ignacio Noé -  (ISBN 978-2-91510-131-7)
- Helldorado, tome 2 -  Esperar la muerte, Casterman, Bruxelles, octobre 2007
Scénario : Jean-David Morvan et Michel Dufranne - Dessin : Ignacio Noé -  (ISBN 978-2-20339-311-0)
- Helldorado, tome 3 - Todos Enfermos, Casterman, Bruxelles, avril 2009
Scénario : Jean-David Morvan et Michel Dufranne - Dessin : Ignacio Noé -  (ISBN 978-2-20301-593-7)
- L'Accordeur, tome 2 ( (es) El Afinador : Toca Lo Que Le Mandan, 2003), Dynamite, Paris, novembre 2009
Scénario et dessin : Ignacio Noé -  (ISBN 978-2-91510-147-8)
- Football - Dans l’ombre des étoiles, Soleil Productions, Toulon, janvier 2011
Scénario : Stéphane Pauwels et Michel Dufranne - Dessin : Ignacio Noé -  (ISBN 978-2-30201-510-4)
- Helldorado - L'intégrale, Casterman, Bruxelles, janvier 2011
Scénario : Jean-David Morvan et Michel Dufranne - Dessin : Ignacio Noé -  (ISBN 978-2-20339-307-3)
- Douce, tiède et parfumée, tome 1, Glénat, Grenoble, mars 2013
Scénario et dessin : Ignacio Noé -  (ISBN 978-2-72349-250-8)
- La Diète ( (es) Diet, 1997) , Dynamite, Paris, janvier 2014
Scénario et dessin : Ignacio Noé -  (ISBN 978-2-36234-100-7)
- Douce, tiède et parfumée, tome 2, Glénat, Grenoble, avril 2014
Scénario et dessin : Ignacio Noé -  (ISBN 978-2-72349-796-1)
- Le couvent infernal ( (es) El Convento Infernal, 1996), Dynamite, Paris, mars 2015
Scénario : Ricardo Barreiro - Dessin : Ignacio Noé -  (ISBN 978-2-36234-122-9)
- Jeanne d'Arc, Glénat, Grenoble, avril 2016
Scénario : Jérôme Le Gris - Dessin : Ignacio Noé -  (ISBN 978-2-34401-179-9)
- Et on tuera tous les affreux, janvier 2021,  Boris Vian (Idée originale)
Scénario : Jean-David Morvan  - Dessin et couleurs :  Ignacio Noé - Glénat